# Неко нас посматра
Неко нас посматра је седми и последњи студијски албум српске рок групе Екатарина Велика (ЕКВ). Албум садржи обраду песме Истина машина југословенске рок групе Тајм (Time), и једини је албум бенда на којем се налази обрађена песма. Сматра се да овај гест представља трибјут рок музичару Дади Топићу.

## Песме
(Музику и текстове је написао Милан Младеновић осим где је другачије назначено, аранжмани: ЕКВ)
1. „Неко нас посматра“ - 4:48 (музика: М. Младеновић, М. Стефановић)
2. „Истина машина“ - 4:21 (музика и текст: Дадо Топић)
3. „Не“ - 3:46
4. „Заједно“ - 3:50
5. „Анестезија“ - 3:48
6. „“ - 3:18
7. „Хеј мама“ - 4:15
8. „Бежимо у мрак“ - 3:23 (музика: М. Младеновић, М. Стефановић)
9. „Јадранско море“ - 4:10
10. „Понос“ - 4:27

## Музичари
- Милан Младеновић - глас, гитара
- Маргита Стефановић - клавијатуре, глас
- Драгиша Ускоковић - бас-гитара
- Марко Миливојевић - бубњеви, глас